# Dansk Motions Forbund
Dansk Motions Forbund  är en dansk organisation för främjande av motionsidrott (vandring, cykling, simning m m), med ett 60-tal lokalavdelningar. 
Man anordnar bland annat årliga välgörenhetsvandringar, där deltagaravgiften går till ett välgörande ändamål. I samarbete med sina nordiska systerorganisationer anordnar man Nordisk Vandrebukett - en serie årliga marscher i fyra länder.